# Општина Бач
Општина Бач је једна од општина у Републици Србији. Налази се у АП Војводина и спада у Јужнобачки округ. По подацима из 2004. општина заузима површину од 365 km² (од чега на пољопривредну површину отпада 26.843 ha, а на шумску 3.140 ha).
Подручје општине Бач се налази између општина Бачка Паланка и Оџаци, док се са друге стране Дунава налази Вуковар у Хрватској.
Седиште општине је град Бач, удаљен 62 km од Новог Сада, 140 km од Београда и 120 km од Суботице. Општина Бач се састоји од 6 насеља. Према подацима са последњег пописа 2022. године у општини је живело 11.431 становник (према попису из 2011. било је 14.405 становника). У општини се налази 6 основних и 1 средња школа.

## Историја
Историја Бача почиње још у бронзано доба. У Будимпешти се чува мач из тог периода који је нађен у околини данашњег Бача. Ископине код данашњег Бача из римског периода показују да је ту некада била већа римска насеобина, која је страдала услед насртаја Варвара.
Древни град је дао име целој регији Бачка. Први трагови у писаним изворима о Бачу и подручју око њега потичу још из периода Јустинијана, када господар Цариграда и цар Источног римског царства помиње Бач у свом писму, године 535.
Историјски посматрано, сва насеља на територији општине Бач су рано формирана. Словени ту живе непрекидно од 6. века. Крајем 9. века на ово подручје досељавају се Мађари и оснивају своју државу. После велике сеобе Срба под Арсенијем Чарнојевићем становништво општине Бач чине углавном Срби и Хрвати (Шокци). У периоду аустроугарске доминације Бач насељавају Немци и Мађари. Први покушај насељавања Словака у околину Бача датира из 1760. године, а убрзо ова етничка група подиже насеље Селенча. Након Другог светског рата велики број Немаца и Мађара је напустио Војводину, а на подручје бачке комуне насељавају се колонисти из ратом опустошених крајева Босне и Херцеговине.

## Насељена места
Насељена места у општини Бач су:
- Бач, 5.673 становника (2011)
- Бачко Ново Село, 1.113 становника (2011)
- Бођани, 1.030 становника (2011)
- Вајска, 2.975 становника (2011)
- Плавна, 1.308 становника (2011)
- Селенча, 3.193 становника (2011)

## Етничка структура
Насеља са српским већинским становништвом су Бач, Бачко Ново Село и Бођани. Селенча има словачку већину, а Вајска и Плавна имају релативну српску већину.
Вишенационалну структуру општине карактерише чињеница да на релативно малом простору живе припадници три вере и три цркве које су вредни културни споменици: православна, католичка и евангелистичка црква.
| Етнички састав према попису из 2011.‍ | Етнички састав према попису из 2011.‍ | Етнички састав према попису из 2011.‍ | Етнички састав према попису из 2011.‍ | Етнички састав према попису из 2011.‍ |
| ------------------------------------ | ------------------------------------ | ------------------------------------ | ------------------------------------ | ------------------------------------ |
|                                      |                                      |                                      |                                      |                                      |
| Срби                                 | Срби                                 |                                      | 6.750                                | 46,86%                               |
| Словаци                              | Словаци                              |                                      | 2.845                                | 19,75%                               |
| Хрвати                               | Хрвати                               |                                      | 1.209                                | 8,39%                                |
| Мађари                               | Мађари                               |                                      | 958                                  | 6,65%                                |
| Роми                                 | Роми                                 |                                      | 764                                  | 5,30%                                |
| Румуни                               | Румуни                               |                                      | 304                                  | 2,11%                                |
| остали                               | остали                               |                                      | 852                                  | 5,91%                                |
| неизјашњени                          | неизјашњени                          |                                      | 723                                  | 5,02%                                |
| укупно: 14.405                       |                                      |                                      |                                      |                                      |

## Привреда
На територији општине Бач послује 64 предузећа.
Пољопривреда је основна делатност, а поред ове гране привреде развијене су и агроиндустрија, индустријска производња, грађевинарство, трговина и угоститељство. Пољопривредна производња одвија се на површини од 14.000 ha на приватном сектору, око 10.000 ha у друштвеном сектору, а поред тога располаже се са 5.000 ha под шумом.
Ратарство је основна грана пољопривреде, а њен основни циљ је да се уз интензивно коришћење обрадивог земљишта произведу што већи приноси квалитетних производа. Традиционално су заступљене културе кукуруза, пшенице, шећерне репе, сунцокрета, јечма и соје. 
Последњих година значајно је проширена производња соје јер је средина изузетно погодна за узгој ове културе.